# Tipalnica
Tipálnice, tudi tipálke ali anténe, so parne okončine, ki izraščajo iz prvih členov telesa členonožcev. Raki imajo dva para tipalnic na prvih dveh členih glave, vse druge skupine pa en par, razen pipalkarjev in diplurov, ki so brez njih. Po starejši klasifikaciji so rake, trokrparje in vzdušničarje (stonoge in žuželke) združevali v skupino Antennata, ravno na podlagi prisotnosti tipalnic.
Njihova funkcija je čutilna, vendar se konkretna vloga pri različnih skupinah razlikuje in ponekod tudi še ni popolnoma pojasnjena. Služijo lahko zaznavanju dotika (tipu), kemijskih snovi (vohu oz. okusu, najpogosteje za zaznavanje feromonov), vibracij (sluhu), premikanja zraka ali temperature. Čutilno vlogo tipalnic pri diplurih so prevzele sprednje noge, pri pipalkarjih pa pipalke, po katerih je skupina dobila tudi ime.

## Žuželke
Vse žuželke imajo bolj ali manj razvite tipalnice, brez njih so le ličinke nekaterih vrst. Sestavljene so iz treh delov: 
- baza: z njo tipalnica izrašča iz glave, po navadi je največji izmed členov. Iz baze izraščajo mišice, ki se pripenjajo na pedicel in omogočajo premikanje tipalnic. Ostali členi so brez mišic.
- pedicel: vmesni člen med bazo in bičkom, v njem se skoraj pri vseh žuželkah nahaja Johnstonov organ, ki služi zaznavanju premikov bička.
- biček (flagellum): po navadi je nitaste oblike, sestavljen iz več členov, imenovanih flagelomere, lahko pa je tudi drugačne oblike ali manjka.

Pedicel in biček sta lahko preoblikovana, odvisno od vloge, ki jo pri določeni vrsti opravljajo tipalnice. Nekateri hrošči in ose imajo betičaste tipalnice, znane so široko razvejane tipalnice nekaterih nočnih metuljev, ipd. Oblika je včasih pomemben taksonomski znak, uporaben pri določanju žuželk.

## Raki
Raki imajo dva para tipalnic. Prvi par je enovejnat, drugi pa dvovejnat - vsaka tipalnica ima dve veji, ki se združita pri bazi. Večinoma imajo čutilno vlogo, pri ličinkah navplijev pa sodelujejo tudi pri premikanju in prehranjevanju. Raki iz družine Scyllaridae imajo tipalnice preoblikovane v široki, polkrožni lopati. Med njimi je v naših krajih najbolj znan rak nagajivec Scyllarus arctus.